# Is nsul nedder?
 (avril 2010).
Si vous disposez d'ouvrages ou d'articles de référence ou si vous connaissez des sites web de qualité traitant du thème abordé ici, merci de compléter l'article en donnant les références utiles à sa vérifiabilité et en les liant à la section « Notes et références ».

Is nsul nedder ? (Sommes nous toujours en vie ?) est un livre réunissant trois pièces de théâtre en langue amazighe écrites par Lhoussain Azergui et Omar Derouich. L'ouvrage est publié aux Éditions Berbères à Paris.
Intitulé Agellid n udrar imedzen (Le Roi de la montagne heureuse), la première pièce de Lhoussain Azergui traite de l'histoire d'une population de chacals (uccan) qui vivait sous le joug d'un roi despotique, schizophrène et sanguinaire et de ses conseillers criminels dont le seul dessein était de soumettre le peuple de la montagne heureuse.
Dans ce texte constitué à partir d'une imbrication de plusieurs contes amazighs, des animaux (le hérisson, l'hyène, le lion, l'éléphant, la grenouille …) traitent, commentent et analysent la situation politique.
Le deuxième texte, de Omar Derouich, est intitulé Dda Mussu d Dda Dabu (Le Mouvement et le pouvoir). L'auteur oppose Dda Mussu, le mouvement culturel amazigh, à Dda Dabu, le pouvoir arabiste et amazighophobe en place. Il est question des manipulations orchestrées par le pouvoir arabiste et dictatorial pour la soumission totale du peuple amazigh. Omar Derouich décrit avec humour les réactions des deux belligérants.
Le troisième texte est intitulé Tigret n Mkerdul (Le Champ de souffrance). L'auteur, Omar Derouich, y traite avec art poétique le problème de l’expropriation des terres amazighes, symbole d’identité le plus profond. Il fait parler cette souffrance, car celles et ceux qui la subissent hésitent à reconnaître leur situation. Il lui donne la parole, car le peuple, hypnotisé par le mensonge, manque de conscience et surtout de guides sauveurs. En fin observateur de la société amazighe, l'auteur démasque les hypocrites et les sadiques dont la mission est d'achever le peuple amazigh avant de l'ensevelir dans le cimetière de l’oubli.
Les textes sont illustrés par des calligraphies amazighes de Muhand Amezyan.